# Lista de museus
Esta é uma lista de museus, organizada por países. Há também uma lista contendo os museus mais visitados.

## África do Sul
- - Galeria Nacional Sul-Africana
  - Museu Cultural de História Sul-Africana
  - Museu Nacional da África do Sul
  - Museu de Arte de Durban
  - Albany Museum
  - Galeria de Arte Johannes Stegman
  - Galeria de Arte Rei George VI
  - Museus e galerias de arte de Lichtenburgo
  - Museu Marvol
  - Michaelis Colection
  - Museu de Arte de Petrória
  - Galeria de Arte Rembrandt
  - Museu Stellenboch
  - Museu stellenryc wijing

## Alemanha
- Munique
  - Deutsches Museum
  - Nova Pinacoteca
  - Antiga Pinacoteca
  - Gliptoteca de Munique
- Hanover
  - Kestner Gesellschaft
  - Kestner-Museum
  - Museu Sprengel
  - Wilhelm-Busch-Museum
- Berlim
  - German Museum of Technology
  - Ilha dos Museus
    - Museu Pergamon, Berlim
    - Alte Nationalgalerie
    - Altes Museum
    - Museu Bode
    - Neues Museum
    - Catedral de Berlim
    - Lustgarten

  - Museu Botânico de Berlim
- Nuremberga
  - Germanisches Nationalmuseum
  - Centro de Documentação no complexo do Congresso do Partido Nacionalista
- Osnabrück
  - Museu Felix Nussbaum
- Bonn
  - Museu Ludwig
- Colónia
  - Wallraf-Richartz-Museum
- Dresden
  - Museu Zwinger
- Tübingen
  - Goat museum

## Argentina
- - Centro Cultural recoleta
  - Fundação Proa Arte Contemporânea Argentina
  - Museu Nacional de Belas-Artes
  - Museu Nacional de Artes Decorativas
  - Museu de Arte Latino-Americana de Buenos Aires
  - Museu Municipal de Belas Artes Juan B. Castagnino
  - Fundação Frederico Klemm
  - Centro Científico Tecnológico Exploratório
  - Museu Participativo de Ciências

## Austrália
- Sydney
  - Powerhouse Museum, um Museu da Ciência
- Camberra
  - National Museum of Australia, museu nacional
  - The National Science and Technology Centre
- Aquários
  - Aquário de Sydney
  - Aquário da Grande Barreira de Corais
- Galeria Nacional da Austrália
- Galeria Nacional de Vitória
- Museu de Arte Contemporânea de Sydney
- Museu de Arte de Nova Gales do Sul

## Áustria
- Galeria Grafische
- Leopold Museum
- Museu de Arte barroca de Salzburgo
- Museu Católico de Viena
- Museu de Arte Moderna de Viena
- MUMOK
- Naturhistorisches Museum

## Bélgica
- Museu Groeninge, Bruges.
- Casa Museu Horta, Bruxelas.
- Municipal Contemporary Art Museum, Gante.
- Museum van Hedendaagse Kunst Antwerpen, Antuérpia.
- Reais museus de Belas-Artes da Bélgica.
- Aquário Dubuisson
- Casa da Metalurgia
- Casa da Ciência
- Catedral de Liege
- Fonte Batismal Santo bartolomeu
- Igreja de Saint. Jackes
- Museu Communal de Waterloo
- Museu Curtius
- Museu du Verre
- Museu da Vida-Wallone
- Museu das Armas
- Museu da Pré-História
- Museu de Ansembourg
- Museu de arte de Wallon
- Museu de arte moderna e gabinete de estampas
- Museu de Arte religiosa e de arte Mosan
- Museu de Ciências naturais
- Museu Félicien Rops
- Museu Grétri
- Museu Louvain-la-Neuve
- Museu Michelen da deportação e Resistência
- Museu Tchantchés
- Museu da Universidade de Liege
- Observatório do monde das plantas
- Museu do Exército e da História Militar

## Bolívia
- Museu Nacional de Arte, La Paz.

## Brasil
- Ver Categoria:Museus do Brasil

## Canadá
- Centro Canadense para a Arquitetura, Montreal.
- Museu Redpath, Universidade de McGill, Montereal.
- Galeria Nacional do Canadá, Otava.
- Museum of Anthropology, Vancouver.
- Museum of Archaeology and Ethnology, Burnaby.
- Museum of Civilization, Gatineau.
- Museu Real de Toronto, Toronto.
- Royal Tyrrell Museum of Palaeontology, Drumheller, Alberta.
- Centro Histórico do Telefone
- Galeria de Arte de Edmonton
- Galeria de Arte da Universidade de Lethbridge
- Museu Aero-Espacial
- Museu da Estrada de Ferro
- Museu dos Esportes e Hall da Fama
- Museu Distrital de Donalda
- Museu de Zoologia da Universidade de Calgary
- Aquário Marinho de Vancouver

## Chile
- Museu Histórico de Armas, Arica.
- Museu Del Padre Le Paige, San Pedro do Atacama.
- Museu Antropológico da Ilha da Páscoa
- Museu Arqueológico de Serena
- Museu Arqueológico dos Andes
- Museu Benjamim Vicuna Mackenna
- Museus da cidade de Lota
- Museu da Solidariedade Salvador Allende
- Museu de Arte Contemporânea
- Museu de Arte e Artesanato de Linhares
- Museu de Arte Moderna do Chile
- Museu de Arte Popular Americano
- Museu de Arte Pré-Colombiana
- Museu de Arte Virtual do chile
- Museu de Artes Aplicadas e Histórico Dominico
- Fundação Corpdicyt
  - Museu de Ciência e Tecnologia
  - Museu Infantil
  - Museu ferroviário

## China,Formosa, eHong Kong
- National Museum of Taiwanese Literature, Tainan.
- National Palace Museum, Taipei.
- Palace Museum, Pequim.
- Museu Histórico de Shaanxi, Xi'an.
- Stele Forest Museum, Xi'an.
- Museu de Xangai, Xangai.
- Museu da Cidade Proibida, Pequim
- Museu de Ciências de Hong Kong, Hong Kong
- Museu de Macau ,Macau

## Colômbia
- El Museo del Oro
- Centro interativo de Ciência e Tecnologia
- Museu de Ciência e do Jogo
- Acervos Vivos de Museologia e Divulgação científica
  - Zoológico Virtual de Barranquilla

## Cuba
- Museu Nacional de Belas Artes

## Dinamarca
- Experimentário
- Steno Musset

## Egito
- Museu Egípcio
- Museu de Cerâmicas Islâmicas
- Museu Metropolitano de Artes
- Museu Virtual Egípcio
- Museu de Luxor

## Espanha
- Catalunha
  - Museu Picasso, Barcelona.
  - Museu Mirò, Barcelona.
  - Music, Barcelona.
  - Teatro-Museu Gala Salvador Dalí, Figueres.
  - Museu Nacional de Arte da Catalunha, Barcelona.
- Extremadura
  - Museu Vostell Malpartida, Malpartida de Cáceres
- Galiza
  - Museu MARCO, Vigo.
  - Casa das Ciências de La Coruna
- País Basco
  - Museu Guggenheim Bilbao, Bilbau.
  - Museu Chillida-Leku.

- Madrid
  - Casón del Buen Retiro.

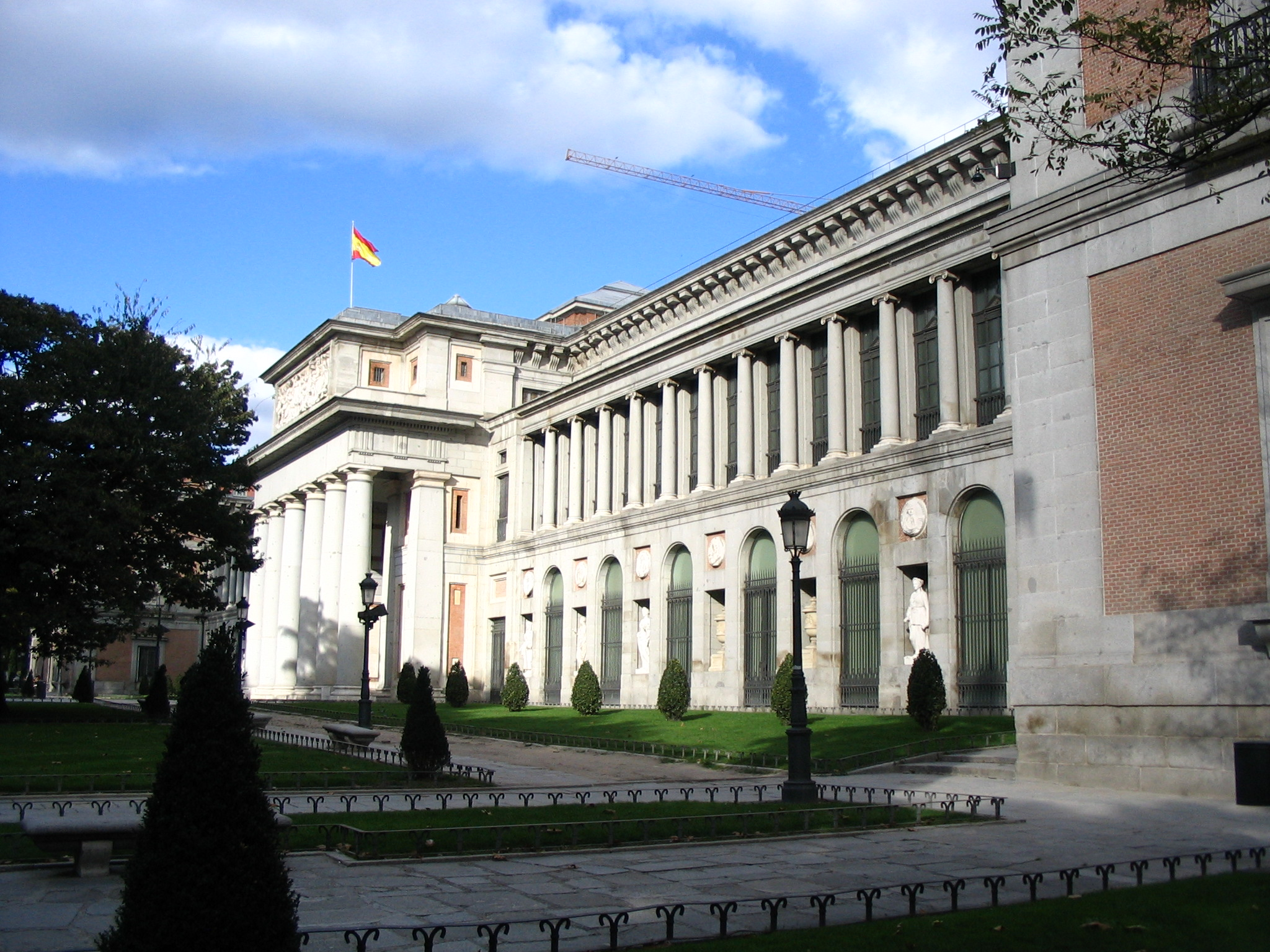
Fachada frontal do Museu do Prado

  - Museu de Escultura ao Ar Livre de Alcala de Henares
  - Museu do Prado.
  - Museu Nacional Centro de Arte Reina Sofia.
  - Museu Thyssen-Bornemisza.

## Estados Unidos
- Nova Iorque
  - Museu de Arte Moderna (Museum of Modern Art - MoMA)
  - Metropolitan Museum of Art
  - Museu Solomon R. Guggenheim
  - Brooklyn Museum
  - Cradle of Aviation Museum
- Nova Orleães
  - The New Orleans Historic Voodoo Museum
- Califórnia
  - COPIA (The American Center for Wine, Food and the Arts), Napa.
  - California Academy of Sciences
  - San Diego Air & Space Museum
- Los Angeles
  - Getty Center
- Ohio
  - Rock And Roll Hall Of Fame, Cleveland
- Chicago
  - Museu de Ciências e Indústria
- Massachussets
  - Museu da Comida Queimada
- Outros museus, exposições e locais de aprendizado de Ciências
  - Museu de Música Country
  - Museu de Ciências Naturais da Flórida
  - Aquário de Boston
  - Cabo Canaveral, NASA
  - Epcot, Disney World
  - Salão de Automóveis de Detroit
  - Museu de cultura Indígena Norte-Americana
  - Museu da CIA, KGB e Hollywood
  - Parque Dyscovery
  - Museu Infantil Dyscovery village
  - Adventure Science Center
  - Museu Americano de Ciências e Energia
  - Ann Arbor Hands-On Museum ,Museu Interativo De Ciências
  - Centro de Ciências do Arizona
  - Austin Children Park , Museu infantil de Ciências Naturais
  - Museu de Ciências Bradbury
  - Centro de Ciências Califórnia
  - Capital Childrens Museum
  - Chicago Childreen Museum
  - Childrens Dyscovery Museum of San José
  - The Childreens Museum of Denver
  - Children Museum of Houston
  - Children Museum of Indianapolis
  - Centro Interativo de Ciências Cosi Toledo
  - CyberMuseu da Neurocirurgia
  - Museu de Medicina Stetten
  - Centro de Divulgação Genética Dolan DNA Learning Center, Museu de Genética
  - Aquário e Centro de Ciências ECHO Lake , Aquário e Museu
  - Museu de Evansville de Artes e Ciências
  - Explora Centro de Ciências e Children Museum of Albuquerque
  - Exploration Place ,Museu de Ciências e Aeronáutica
  - Museu de Ciências de San Francisco Exploratorium
  - Museu e Planetário Fairbanks
  - Centro de Ciências dos grandes Lagos
  - Distrito de museus de Grout
  - Museu e Biblioteca hagley
  - Museu Regional Hands On
  - Museu de Artes e Ciências do Rio Hudson
  - Imaginarium, Museu de Descobertas científica do Alasca
  - Laboratório Jet Propusion
  - Museu do vale Kalamazoo
  - Kirby Science Dyscovery center
  - Kohl Childreens Museum
  - Museu lakeview de Artes e Ciências
  - Lawrence hall of Science
  - Liberty Science Center
  - Lousiana Childreen Museum
  - Maryland Science Center
  - Centro de Ciências e Matemática
  - McWane Center
  - Museu de Ciências de Miami
  - Mid-America Science Museum
  - Museu de Ciências e tecnologia Milton J.Rubenstein
  - Museu de Ciências montshire
  - Museu de Ciências e Indústria da Flórida
  - Museu de Descobertas e ciência
  - Museu da Saúde e das Ciências Médicas
  - Museu de Ciência
  - Museu Nacional da Saúde
  - Centro Marítimo Nacional Nauticus
  - Museu nacional de História Americana
  - New York Hall of Science
  - Museu de Ciências e Indústria de Oregon
  - Pink palace family of museuns
  - Centro de Ciências de Iowa
  - Centro de Ciências
  - Museu de Ciências de Minessota
  - Tech Museum of Inovation

## Finlândia
- - Sarkanniemi, Museu,parque de ciências e aquário

## França
- Paris
  - Galerie nationale du Jeu de Paume
  - Museu do Louvre
  - Museu Delacroix
  - Museu Picasso
  - Museu de Orsay
  - Museu Rodin
  - Museu Nacional de Arte Moderna, no Centre Georges Pompidou
  - Museu Nacional de História Natural
- Museu de Cluny
- Museu de Ciências e Indústria
- Explor@dome
- Futuroscópio
- Palais de la Découvert

## Granada
- Parque das Ciências de Granada ,Museu Interativo de Ciências

## Grécia
- - Museu da Acrópole
  - Museu Arqueológico de Atenas

## Hungria
- Hungarian National Museum, Budapeste.
- Museu Memorial de Latinovits Zoltán .

## Índia
- Museu Salarjung, Hyderabad.
- Museu Arqueológico de Nalanda, Nalanda, Bihar
- Museu Gandhi, Deli.
- Shankar's International Dolls Museum, Nova Deli.
- Museu e Planetário de Nehru, Nova Deli.
- Library of Tibetan Works and Archives, Himachal Pradesh.
- Museu Industrial e Tecnológico Visvesvaraya, Bangalore.
- Museu Príncipe de Gales, Mumbai.

## Irã
- Museu de Arte Contemporânea de Teerã

## Iraque
- Museu Nacional do Iraque

## Israel
- Museu de Israel
- Museu do Holocausto
- Aquário Underwater Observatory Marine Park
- Museu de Ciências Bloomfield
- Jardim da Ciência
- Museu Nacional de Ciências

## República da Irlanda
- Museu Hunt - Limerick

## República Tcheca
- Centro de Arte Moderna e Contemporânea
- Galeria Nacional
- Museu Mucha

## Islândia
- The Reykjavik Art Museum

## Itália
- Florença
  - Accademia
  - Bargello
  - Palácio Pitti
  - Galleria degli Uffizi
- Vinci
  - Museo Ideale Leonardo da Vinci
- Génova
  - Galleria di Palazzo Bianco
  - Galleria di Palazzo Rosso
  - Museu do Palácio Real
  - Aquário de Gênova
- Milão
  - Pinacoteca Ambrosiana
  - Galeria de Arte Moderna
  - Pinacoteca de Brera
  - Museu Poldi-Pezzoli
  - Museu Nacional da Ciência e da Tecnologia
- Monza
  - Museu Serpero
- Nápoles
  - Museo Archeologico Nazionale
  - Museo delle Ferrovie
- Roma
  - Galeria Doria Pamphilj
  - Galleria Borghese
  - Musei Vaticani
- Priverno
  - Il giardino di Archimede, museu de matemática.
- Veneza
  - Coleção Peggy Guggenheim
  - Gallerie dell'Accademia
- Instituto e Museu da História da Ciência

## Japão
- Tóquio
  - Museu Nacional de Tóquio
  - National Science Museum
  - Edo-Tokyo Museum
  - Idemitsu Museum of Arts
  - Bridgestone Museum of Art
  - Suntory Museum of Art
  - National Museum of Emerging Science and Innovation
- Nara National Museum, Nara.
- Kyoto National Museum, Kyoto.
- National Museum of Ethnology, Suita, Osaka.
- National Museum of Japanese History, Sakura, Chiba.
- Ishibashi Museum of Art, Kurume, Fukuoka.
- Toshiba Science Institute, Kawasaki, Kanagawa.
- Museus de Ciências Naturais do Japão
  - JST Virtual Science Center
  - Museu de Ciências de Tóquio

## Macedônia do Norte
- Museu da Macedônia

## Mali
- Museu Nacional do Mali, Bamako.

## México
- Museu de Antropologia, Cidade do México
- Museu de Cultura Pré-Hispânica
- Museu da Cidade do México
- Museu de Arte Moderna
- Museu Nacional de San Carlos
- Museu Amparo
- Museu Tina Modotti
- Museu Mural diego Rivera
- Museu do Vidro
- Museu de Ciências de Silanoa
- Museu del Nino
- Museu de Ciências Universum

## Nigéria
- Museu Nacional da Nigéria

## Nova Zelândia
- Galeria de Arte de Auckland
- Museu Nacional da Nova Zelândia
- Centro de Ciências da Nova Zelândia Science Alive

## Países Baixos

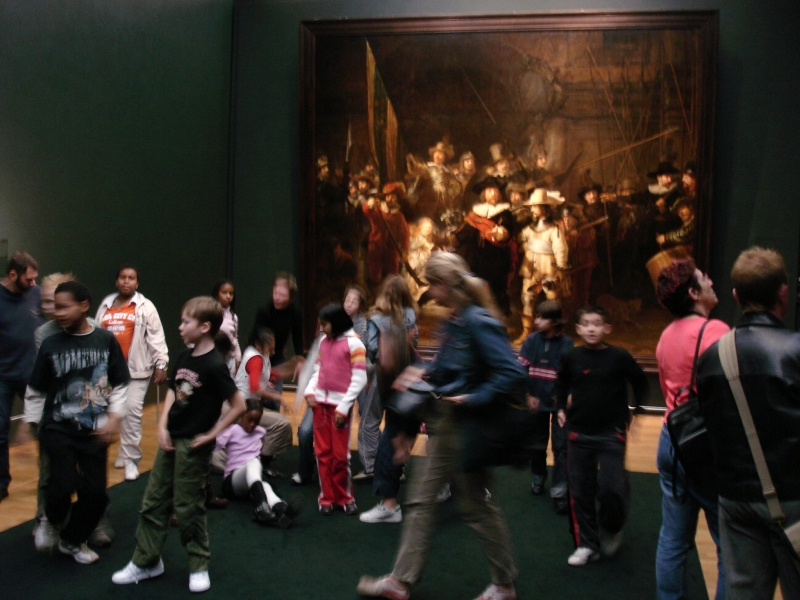
O Rijksmuseum

- Amesterdão
  - Casa de Anne Frank
  - Casa de Rembrandt
  - Heineken Experience
  - Madame Tussauds de Armsterdã
  - Museu van Gogh
  - Museu Nemo
  - Museu Stedelijk
  - Rijksmuseum
- Haia
  - Museu Mauritshuis
  - Museon
- Museu Kroller-Muller, Otterlo.
- Museu Boijmans Van Beuningen, Roterdão.
- Museu Naturalis, Leiden.
- Museu Van Abbe, Eindhoven .
- Museu Corpus, Oegstgeest

- O Rijksmuseum

## Peru
- Museu de Arte de Lima
- Museu do Sítio arqueológico de Chan Chan
- Museu arqueológico Rafael Larco Herrera

## Polônia
- Centro de Arte Contemporânea

## Portugal
- Ver Categoria:Museus de Portugal

## Porto Rico
- Museu de Arte de Ponce

## Reino Unido
- Casa-Museu Jane Austen
- Tate Gallery
- Millenium Gallery's
- Museu Britânico
- Museu de Kelham Island
- Madame Tussauds
- Galeria Nacional de Londres
- Museu de Ciências Naturais de Londres
- Museu de Yorkshire

## República Tcheca
- Museu Mendel de Genética

## Rússia
- Museu Pushkin
- Hermitage em São Petersburgo
- Museu do Estado Russo
- Museu das Armas
- Museu da KGB
- Museu Darwin
- Museu Lomonossov
- Museu do Estado Russo do Ártico e da Antártida

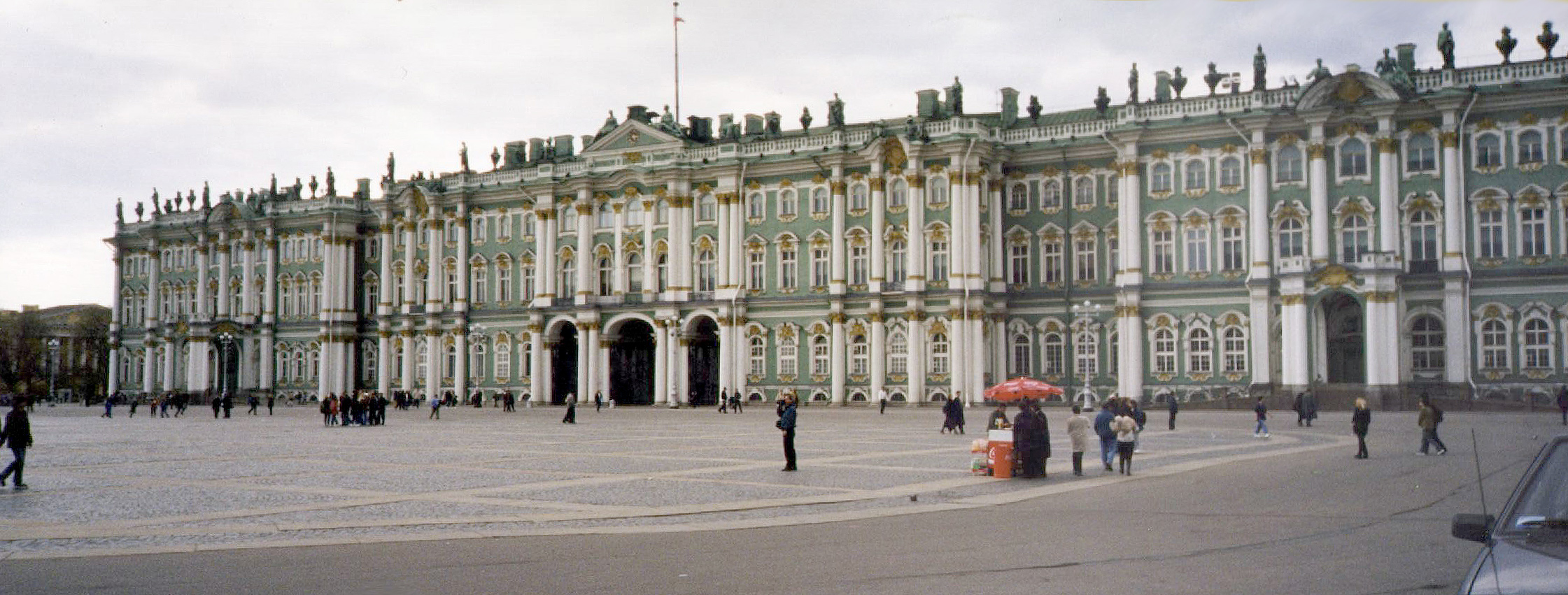
Fachada frontal do esplêndido Museu Hermitage

## Singapura
- Centro de Ciências de Singapura

## Suécia
- Museu da Cultura Mundial (Gotemburgo)
- Museu Röhsska (Röhsska museet)
- Museu de Arte de Gotemburgo (Göteborgs konstmuseum)
- Konsthall em Gotemburgo (Göteborgs Konsthall)
- Museu de História Marítima
- Museu de História Natural de Gotemburgo
- Museu da Cidade de Gotemburgo
- Museu da Cultura Mundial
- Jardim Botânico de Gotemburgo
- Museu de História Natural de Gotemburgo (Naturhistoriska Museet)
- Swedish Museum of Architecture
- Millesgården
- Swedish Dance Museum
- Drottningholm Theatre Museum
- Kiruna Centre for Conservation of Cultural Property
- Royal Swedish Armoury
- Skokloster Castle
- Hallwyl Museum
- Swedish Modern Museum
- Museu Nacional de Belas-Artes da Suécia
- Prince Eugen's Waldemarsudde Museum
- Swedish Museum of Natural History
- Swedish National Museum of Cultural History
- Swedish Travelling Exhibitions
- Rooseum ,Centro de Arte Contemporânea
- Museu Röhss
- Skansen
- Swedish Army Museum
- Swedish Museum of National Antiquities
- Swedish National Museums of World Culture
- Swedish National Collections of Music
- Swedish National Maritime Museums
- Strindberg Museum
- Swedish National Museum of Science and Technology
- Thiel Gallery
- Zorn Collections
- Museum of Work
- The Vasa Museum

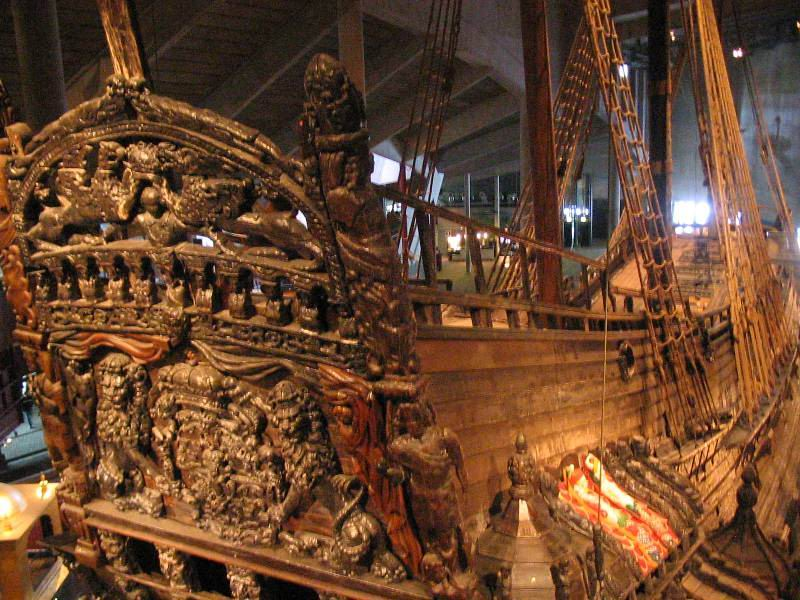
Museu de Vasa, Estocolmo, Suécia: vista parcial de um navio

## Suíça
- Museu Nacional Suíço
- Museu Suíço de Transportes e Comunicações

## Turquia
- Palácio de Topkapı
- Museu Sakip Sabanci
- Museu Arqueológico de Istambul
- Museu de Arte Islâmica e Turca

## Uruguai
- Museu Nacional de Artes Visuais

## Venezuela
- Museu de Arte Contemporânea de Caracas Sofia Imber
- Museu de Belas Artes de Caracas